# 鯊歐雅魚

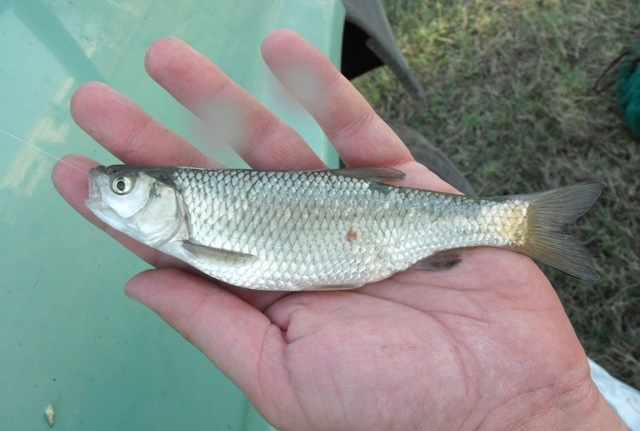
在義大利托斯卡尼捕獲的鯊歐雅魚

鯊歐雅魚（學名：Squalius squalus）為輻鰭魚綱鯉形目雅羅魚科的其中一種，分布於義大利、瑞士、斯洛維尼亞、克羅埃西亞淡水流域，本魚體延長，演大，虹膜橙色，尖鼻，體色為棕色或青銅色，鱗片不易脫落，胸鰭、腹鰭和臀鰭呈灰色，腹鰭和臀鰭呈橙色或微紅色
，體長可達60公分，壽命可達15年 ，棲息在水流緩慢的溪流和湖泊淺水域，幼魚成群活動，成魚單獨活動，屬雜食性，以植物、魚類等為食，繁殖期在4至7月。